# Fast Animals and Slow Kids
Fast Animals and Slow Kids, parfois abrégé FASK, est un groupe de rock alternatif italien, originaire de Pérouse.

## Biographie
Le projet Fast Animals and Slow Kids nait à Pérouse à la fin 2007, lorsque quatre musiciens et amis (Aimone Romizi, Alessandro Guercini, Alessio Mingoli et Jacopo Gigliotti) décident de former un groupe pour s'amuser et sortir des morceaux totalement extravertis. Dès lors, ils commencent à écrire des morceaux en anglais et à répéter ensemble. Après quelques concerts dans la province de Pérouse, ils écrivent leurs premiers morceaux en italien en 2009, puis enregistrent l'EP Questo è un cioccolatino (To Lose La Track), publié par Luca Benni. En 2010, ils ouvrent en concert pour des groupes comme Zen Circus, Il Teatro degli Orrori, Futureheads, et Ministri. En été, ils participent au Italia Wave Love Festival.
Après une longue tournée, en février 2011, ils enregistrent leur premier album, Cavalli, produit par Andrea Appino (leader de Zen Circus) et publié par le label Iceforeveryone. L'album, sorti le novembre suivant, est enregistré par Giulio Favero au Sam Studio di Lari, et permet au groupe d'être remarqué sur la scène musicale indépendante italienne. 
En octobre 2012, avec Andrea Marmorini et Jacopo Gigliotti à la production, ils enregistrent leur deuxième album au studio Macchione (à la frontière entre la Toscane et l'Ombrie, entre Montepulciano et Chiusi). L'album s'intitule Hỳbris (prononcé Iubris) et est publié le 18 mars 2013 par Woodworm (la version vinyle étant distribué par Audioglobe et To Lose La Track). En décembre 2013, le single A cosa ci serve remporte le Trofeo Rockit dans la catégorie de meilleure chanson italienne selon les lecteurs du site et s'avère en même temps être la chanson de l'année selon les éditeurs du magazine en ligne. À cette même période, l'album est également reconnu meilleur album italien pour les lecteurs du xl-la repubblica. 
En avril 2014, leur tournée hivernale se termine avec 105 concerts joués dans toute l'Italie. En juin de la même année, le groupe participe à la dixième édition de MI AMI, un festival italien consacré à la musique indépendante ; Dans le même mois, ils jouent également en ouverture au Sherwood Festival à Padoue. En août 2014, ils apparaissent sur la couverture du magazine musical ExitWell , qui comprend un article sur leur nouvel album, Alaska, publié au label Woodworm le 3 octobre 2014.
Le 21 septembre, pour l'émission Snatura Rock sur la radio Sherwood, une entrevue avec le chanteur, Aimone Romizi, est diffusée, et le clip non publié de Il Mare Davanti est diffusé en ligne. Le 23 septembre, le premier single d'Alaska est publié: Come reagire al presente. Dès le premier octobre, le webzine musical indépendant Rockit donne la possibilité de prévisualiser pendant deux jours l'intégralité de l'album sur son site.
En novembre 2014, ils effectuent la tournée Tour Alaska. La tournée se termine en 2016.
À minuit, le 16 décembre 2016, ils publient le nouveau single Annabelle. Le 21 décembre, ils annoncent officiellement la sortie de leur nouvel album Forse non è la felicità, prévu pour le 3 février 2017. Pour fêter la sortie de l'album, le magazine musical ExitWell dédie la couverture au groupe pour la deuxième fois. Leur tournée en soutien à l'album s'effectue le 4 mars au Karemaski Multi Art Lab d'Arezzo avec Daniele Ghiandoni aux claviers.

## Membres
- Aimone Romizi - guitare, chant, percussions
- Alessandro Guercini - guitare
- Jacopo Gigliotti - basse
- Alessio Mingoli - batterie, ch6urs

### Membre live
- Daniele Ghiandoni - clavier, guitare

## Discographie

### Albums studio
- 2011 : Cavalli (Iceforeveryone)
- 2013 : Hỳbris (Woodworm)
- 2014 : Alaska (Woodworm)
- 2017 : Forse non è la felicità (Woodworm)
- 2019 : Animali notturni (Warner Music Italy)
- 2021 : È già domani (Woodworm)

### EP
- 2010 : Questo è un cioccolatino (To Lose La Track)